# Bongkok (Paseh)
Bongkok is een bestuurslaag in het regentschap Sumedang van de provincie West-Java, Indonesië. Bongkok telt 4255 inwoners (volkstelling 2010).